# Camptochaete deflexa
Camptochaete deflexa là một loài Rêu trong họ Lembophyllaceae. Loài này được (Wilson) A. Jaeger mô tả khoa học đầu tiên năm 1877.